# جورج شيلر
جورج شيلر (بالإنجليزية: George Schiller)‏ هو منافس ألعاب قوى أمريكي، ولد في 3 يوليو 1900 في لوس أنجلوس في الولايات المتحدة، وتوفي في 24 ديسمبر 1946.

## وصلات خارجية
- جورج شيلر على موقع أوليمبيديا (الإنجليزية)